# Mikaelskyrkan, Uppsala
Mikaelskyrkan är en kyrkobyggnad i Uppsala och tillhör Domkyrkoförsamlingen i Uppsala stift. 
Byggnaden ligger på Skolgatan närmast järnvägen, och byggdes för att betjäna det som då var Uppsalas fattigaste område, Svartbäcken. Kyrkan kunde byggas genom en donation från August Mikael Posse. Kyrkan ritades av Axel Kumlien och invigdes på Mikaelidagen 1892 och kallades vid den tiden Mikaelskapellet. Namnet är här inget helgonnamn, utan kommer av donatorns namn.
I slutet av 1800-talet tjänstgjorde olika predikanter vid kapellet. Bland annat hölls 1893 aftonbön för omkring 300 gossar på onsdagar och omkring 500 flickor på torsdagar.
År 1940 genomgick kapellet en grundlig renovering. Det stora altarfönstret sattes igen och interiören byttes till stor del ut. År 1960 kom kapellet att ännu en gång restaureras, och kom även att kallas Mikaelskyrkan. Först nu började man fira familjegudstjänst och förrätta dop i kyrkan. Den var när Fredrik W Sidwall (av alla känd som Figge) var präst där under 1960- och 70-talen centrum i en riksbekant kyrklig väckelse bland studenter och andra ungdomar. Inte bara i söndagshögmässorna utan också vid de idag närmast legendariska nattvardsgudstjänsterna på torsdagskvällarna var kyrkan överfylld av deltagare varje vecka.
Idag hyrs kyrkan av Uppsala Stadsmission som använder kyrkan och församlingshemmet till diakonal verksamhet. Dessutom höll EFS i Mikaelskyrkans missionsförening sina gudstjänster i kyrkan mellan åren 2007 och 2018. Kyrkans existens har tidvis varit ifrågasatt på grund av begärlig tomtmark och begränsat nyttjande.

## Orgel
- 1910 byggde Eskil Lundén, Göteborg en orgel. Den omdisponerades 1956.
- Den nuvarande orgeln byggdes 1973 av Grönlunds Orgelbyggeri AB, Gammelstad och är mekanisk med slejflådor. Tonomfånget är på 56/30. Fasaden är från 1973.

| Huvudverk I       | Bröstverk II      | Pedal            | Koppel |
| Rörflöjt 8´       | Gedackt 8'        | Subbas 16´       | I/P    |
| Principal 4'      | Rörflöjt 4'       | Principal 8'     | II/P   |
| Spetsflöjt 4'     | Principal 2'      | Gedacktpommer 8' | II/I   |
| Waldflöjt 2'      | Cymbel III        | Skalmeja 4'      |        |
| Mixtur III 1 1⁄3' | Dulcian 8'        |                  |        |
|                   | Tremulant         |                  |        |
|                   | Crescendosvällare |                  |        |